# Chiesa di San Pietro (Fosciandora)
La chiesa di San Pietro è un luogo di culto cattolico che si trova in località Lupinaia a Fosciandora, provincia di Lucca.

## Storia e descrizione
La facciata in pietra mostra i segni del restauro avvenuto dopo il terremoto del 1920, quando fu collocata sopra il portale una statuetta del santo titolare. All'interno, a una navata e con soffitto a capriate lignee, una decorazione di tipo geometrico incornicia finestre ed aperture. 
Gli altari laterali del Seicento, in legno intagliato e dipinto, vengono tradizionalmente assegnati alla bottega del magister lignarius Gherardo Gherardi (o Gherardini) di Fanano.
Della stessa bottega appare il paliotto dell'altare maggiore, sempre in legno e spartito in tre nicchie intervallate da lesene con festoni di fiori, al cui interno sono scolpite le immagini dei Santi Pietro, Paolo e Giovanni, mentre superiormente e inferiormente le cornici sono intagliate con girali vegetali. Il paliotto, unico del suo genere nella valle del Serchio, è stato restaurato tra 2009 e 2010. La parte superiore dell'altare in pietra presenta una tela di primo Seicento con la Consegna delle chiavi a san Pietro.